# Telecinco Sport
Telecinco Sport était une chaîne du groupe Mediaset España.

## Programmation
La chaîne retransmettait le programme Eurosport News.